# Persönliches Regiment
Persönliches Regiment bezeichnet in der Geschichtswissenschaft nach einer Lehrmeinung den ersten Abschnitt in der Regierungszeit Wilhelms II., des letzten Deutschen Kaisers. Der Abschnitt dauerte  von der Entlassung Otto von Bismarcks 1890 bis zur Entlassung des Reichskanzlers Bernhard von Bülows im Juli 1909 und gliederte sich in eine Früh- und eine Hochphase.
Mit dem Begriff ist gemeint, dass der Kaiser sich besonders stark in die Innen- und Außenpolitik eingemischt habe. Dies sei unangemessen gewesen, da die Regierungsgeschäfte vom Reichskanzler geführt wurden. Dieser war der einzige verantwortliche Minister im System des Kaiserreichs; alle Handlungen des Kaisers bedurften der Gegenzeichnung des Kanzlers oder eines seiner Stellvertreter.

## Herkunft
Der Begriff Persönliches Regiment stammt wohl von Bernhard von Bülow (1849–1929), der ihn in einem Brief an Philipp Graf zu Eulenburg vom 23. Juli 1896 prägte:

„Ich wäre ein anderer Reichskanzler wie die bisherigen. Bismarck war eine Macht für sich, Pipin, Richelieu. Caprivi und Hohenlohe fühlten und fühlen sich doch als Vertreter des ‚Gouvernements‘ und bis zu einem gewissen Grade des Parlaments Sr. Majestät gegenüber. Ich würde mich als ausführendes Werkzeug Seiner Majestät betrachten, gewissermaßen als sein politischer Chef des Stabes. Mit mir würde im guten Sinne, aber tatsächlich ein persönliches Regiment beginnen.“

Begriff und These vom „Persönlichen Regiment“ verdanken ihre neuere Popularität den Arbeiten des Historikers John Röhl.

## These

### Frühphase (1890–1900)
Nach der vor allem von Röhl seit den 1970er-Jahren vertretenen These zerfällt die Regierungszeit Kaiser Wilhelms II. (1888–1918) in zwei Phasen, die durch die Entlassung des Reichskanzlers Fürst Bülow im Jahr 1909 voneinander geschieden werden. In der ersten Phase habe der Kaiser, der 1890 den 75-jährigen Otto von Bismarck nach 28 Jahren als preußischer Ministerpräsident und 19 Jahren als erster Kanzler des Deutschen Reiches entlassen hatte, aktiv Innen- und Außenpolitik des Reiches und Preußens gestaltet. Die Regierungschefs zwischen Bismarck und Bülow, Leo von Caprivi (1890–1894) und Chlodwig Fürst zu Hohenlohe-Schillingsfürst (1894–1900), seien aufgrund mangelnder politischer Erfahrung (Caprivi) beziehungsweise ihres Alters (Hohenlohe) „schwache“ bzw. von vornherein „Übergangskanzler“ gewesen, die durch den willensstarken Kaiser und dem von diesem beeinflussten Beamtenapparat einem Druck ausgesetzt waren, dem sie sich nicht gewachsen zeigten.
So schätzten auch Zeitgenossen die Lage ein. Der Freisinnige Eugen Richter fertigte am 18. Mai 1897 die Regierung im Reichstag mit den Worten ab:

„Und wo ist denn eine Garnitur von neuen Ministern (Heiterkeit links), die sich hinter den Herren hier könnte aufführen lassen? So weit Sie blicken, nichts als geschmeidige Höflinge, die sich jeder Ansicht von oben anschließen! Avancirte Büreaukraten oder schneidige Husarenpolitiker (sehr gut! links), das ist es, was sich einer solchen Politik zur Verfügung stellen kann. (Lebhafte Zustimmung links.) Handlanger, aber im gewöhnlichen Sinne des Worts! (Stürmisches Bravo links. — Händeklatschen.)“

In der Frühphase sei der Kaiser unter dem Schlagwort des Neuen Kurses innenpolitisch selbständig auf dem Gebiet der Sozialgesetzgebung  hervorgetreten; außenpolitisch habe er mit der Nichterneuerung des Rückversicherungsvertrages mit Russland 1890, dem Flottenbauprogramm seit 1897 sowie der Schaukelpolitik gegenüber England entscheidende Weichenstellungen vorgenommen. Die preußische Verwaltungsbürokratie einerseits, das diplomatische Korps andererseits wären ihm hierbei, auch aufgrund der charismatischen Züge seiner Herrschaft, willig zu Diensten gewesen.

### Hochphase (1900–1909)
Mit der Ernennung des von Fürst Eulenburg protegierten und vom Kaiser favorisierten Grafen (später Fürsten) Bülow zum Reichskanzler am 17. Oktober 1900, der nicht nur vergleichsweise jung (50 Jahre) war, sondern auch einen festen politischen und gesellschaftlichen Stand in der preußischen Elite besaß, sei das Persönliche Regiment in seine Hochphase getreten. In Bülow habe der Kaiser einen willfährigen Mitarbeiter besessen, der seine Wünsche widerspruchslos ausgeführt und im Rahmen der sogenannten Sammlungspolitik versucht habe, den kaiserlichen Entschlüssen und Gesetzesvorhaben eine breite parlamentarische Basis zu schaffen (Bülow-Block). Erst nach dem Krisenjahr 1908 (Daily-Telegraph-Affäre), dem Scheitern eines Flottenabkommens mit England und der sich daran anschließenden Entlassung Bülows am 14. Juli 1909 habe der Kaiser die Leitung der politischen Geschäfte großenteils aus der Hand gegeben und dem neuen Reichskanzler Theobald von Bethmann Hollweg, der Bürokratie sowie den Spitzenmilitärs überlassen. Im Ersten Weltkrieg (1914–1918) schließlich habe sich der Kaiser kaum mehr am politischen, geschweige denn militärischen Tagesgeschäft beteiligt.
Unter den Anhängern der These besteht mehrheitlich eine Kontroverse, ob die Gründe für den weiteren, negativen Verlauf der deutschen politischen Geschichte bis zum Ausbruch des Ersten Weltkrieges 1914 im Persönlichen Regiment des Kaisers selber, oder nicht vielmehr in der Unfähigkeit seiner Berater zu Widerspruch und selbständiger Initiative zu suchen seien. Eine Mindermeinung vertritt die Auffassung, dass diese Gründe prinzipiell nicht im Persönlichen Regiment, sondern in der politischen und diplomatischen „Intrigenwirtschaft“ Bülows und des Geheimrats Fritz von Holstein gelegen hätten, die vor allem die friedfertigen außenpolitischen Ansätze des Kaisers fortwährend und effektiv unterlaufen hätten (v. a. Nicolaus Sombart, Eberhard Straub); dieser Mindermeinung zufolge wäre das Persönliche Regiment erfolgreich gewesen, wäre es nicht von den Gegnern des Kaisers in seinen eigenen Reihen wirkungsvoll konterkariert worden.

## Rezeptionsgeschichte
Der Verfassungshistoriker Ernst Rudolf Huber hat sich grundsätzlich gegen den Begriff des Persönlichen Regimentes ausgesprochen. Fast nie habe Wilhelm sich gegen den jeweiligen Kanzler durchgesetzt. Dazu hätte er nämlich bereit sein müssen, den Kanzler notfalls auch auszuwechseln, was schwierig war. „So hatte auch Wilhelm II. in der Regel keine andere Wahl, als die eigene Überzeugung zurückzustellen und dem Ratschlag des Kanzlers zu folgen, wie es dem konstitutionellen Staatsrecht entsprach.“
Die These vom Persönlichen Regiment erregte anfänglich Aufsehen, weil sie einen Paradigmenwechsel in der geschichtswissenschaftlichen Rezeption der wilhelminischen Epoche bedeutete. In der Kaiserzeit selber sowie unmittelbar danach wurde sie, ohne schon These gewesen zu sein, noch weitgehend und wie selbstverständlich vertreten, so von dem Publizisten Maximilian Harden oder dem Historiker Erich Eyck. Harden schrieb 1902 in der von ihm herausgegebenen Zukunft:

„Der Kaiser ist sein eigener Reichskanzler. Von ihm sind alle wichtigen politischen Entscheidungen der letzten zwölf Jahre ausgegangen.“

Seit dem Zusammenbruch der deutschen Monarchien im Jahr 1918 wurde allerdings, besonders durch eine ausgedehnte Mémoirenliteratur und meist von ehemaligen Angehörigen der politischen oder höfischen Elite, über den gestürzten Monarchen das Bild von einem „schwachen Kaiser“ verbreitet. Diese Deutung fand in Deutschland umso leichter und schneller Aufnahme, als Wilhelm in den erst kurz zurückliegenden Weltkriegsjahren die ihm verfassungsmäßig zustehende Herrschergewalt tatsächlich kaum mehr ausübte, sondern der militärischen Elite, vor allem seit 1916 der 3. Obersten Heeresleitung unter Hindenburg und Ludendorff, die Führung überließ. Den hieraus entstehenden Eindruck übertrug man nach dem Krieg weitgehend, vor allem auch in den ehemals führenden Kreisen der ostelbischen Aristokratie und des bürgerlichen Beamtentums, undifferenziert auf die gesamte Regierungszeit des Kaisers – womöglich aus dem Bedürfnis heraus, eigenes Fehlverhalten vor und im Kriege mit dem Fehlen eines „starken Mannes“ zu rechtfertigen.
Das Bild vom „schwachen Kaiser“ blieb im Nationalsozialismus, aber auch nach dem Zweiten Weltkrieg, in der öffentlichen und der wissenschaftlichen Wahrnehmung dominierend – auch in der englischen Geschichtswissenschaft (die deutsche schenkte bis in die neunziger Jahre hinein der Persönlichkeit des Kaisers als Gegenstand einer seriösen akademischen Untersuchung keine Beachtung). Erst mit Röhl kam es – in Orientierung an der strengen wissenschaftlichen Methodik, die seit den sechziger Jahren in der historischen Auseinandersetzung mit Adolf Hitler Usus geworden war – zu einem neuen, kritischen Deutungsansatz, der nicht unumstritten, aber mittlerweile dominierend ist und auch von deutschen Publizisten, etwa Eberhard Straub, geteilt wird. Andere Biographen, etwa Sebastian Haffner und Nicolaus Sombart, rückten dagegen die sozialpsychologische Integrations- und Polarisationsfunktion des Kaisers in den Fokus, der gegenüber die Frage nach seiner politischen Einflussnahme von geringer Bedeutung sei.